# Старое Дубовое
Старое Дубовое — село Хлевенского района Липецкой области России. Входит в состав Елец-Маланинского сельсовета.

## География
Расположен в пределах Средне-Русской возвышенности в подзоне лесостепи. Примыкает к северной окраине села Елец-Маланино.

## Топоним
Первоначальное название Дубовое, по находящемуся вблизи дубовому леску. После появления выселка село стало называться Старое Дубовое, а новая деревня Новое Дубовое.

## История
Основано выходцами из г. Ельца в середине XVII в.

## Население
| 1859 | 1897  | 2009 | 2010 |
| ---- | ----- | ---- | ---- |
| 723  | ↗1087 | ↘560 | ↘535 |

## Инфраструктура
Развито сельское хозяйство. КХ «Речное». В 1676 г. имело 38 дворов.
Ансамбль казачьей песни «Раздолье».

## Транспорт
Проходит на восточной окраине федеральная автодорога М-4.